# Ludwig Fischer (Missionar)
Ludwig Fischer OSB (* 23. Oktober 1902 in Kreßberg; † 11. Oktober 1950 in Pjöngjang, Nordkorea) war ein deutscher römisch-katholischer Mönch, Missionar und Märtyrer.

## Leben
Karl Fischer wurde 1902 in Unterstelzhausen, Ortsteil von Kreßberg, als eines von sieben Kindern eines Schuhmachers geboren. Er selbst wurde Schustergeselle. Nachdem ein älterer Bruder Franziskanerbruder vom Heiligen Kreuz geworden war, trat er 1923 in das Kloster St. Ottilien der Benediktinerkongregation von St. Ottilien ein und legte am 15. Oktober 1924 unter dem Ordensnamen Ludwig die zeitlichen Gelübde ab. Am 27. September 1925 ging er nach Korea in das Kloster Seoul und von dort in das Missionskloster Tokwon. Nach der Besetzung des Klosters Tokwon durch die koreanische kommunistische Geheimpolizei am 10. Mai 1949 kam er zusammen mit Bischof Bonifatius Sauer in das Gefängnis von Pjöngjang. Dort wurde er am 11. Oktober 1950 ermordet.

## Gedenken
Die Römisch-katholische Kirche in Deutschland hat Bruder Ludwig Fischer als Märtyrer in das deutsche Martyrologium des 20. Jahrhunderts aufgenommen.